# 1964年のテレビ (日本)
1964年のテレビ（1964ねんのテレビ）では、1964年（昭和39年）の日本におけるテレビジョン放送全般の動向についてまとめる。

## 主なできごと
東京オリンピックが開催。これに伴い、カラー放送開始の局が一気に増加。
- この年は、10月の東京オリンピックの放送で、NHKと民放が協力して制作。最新の放送技術が相次いで導入され、更に、静止衛星を利用して、米国へオリンピック初のテレビ衛星生中継（当時はモノクロ）が行われ、「テレビオリンピック」とも呼ばれた。
- 前記のオリンピック放送に備え、その開催の1～2週間前までに、電電公社がテレビネット回線のカラー対応の高規格化を大幅に進めたことにより、NHK総合テレビの数多くの地方局がカラー放送を開始。更に民放も、フジテレビジョンと関西テレビを始め、名古屋、甲信越、宮城、四国の地方局も相次いで、それを開始した。(詳細は、「#その他のテレビのできごと」「#既存局のカラー放送開始」等を参照）

NHK教育テレビ、一応の全国ネットワーク完成をみる。
- 1月20日に長崎県で同テレビが放送開始したのを最後に、ほぼ全国の区域で同テレビを視聴できる様になる。

4月12日、日本科学技術振興財団テレビ事業本部（東京12チャンネル、後のテレビ東京）が開局。
6月16日、新潟地震が発生。日本でのテレビ放送開始史上初の、大規模災害報道となる。
- 特に当時唯一の地元民放テレビ局であった新潟放送(BSN)テレビはその際、津波の模様を世界で初めてテレビで生中継し、同時にVTRに収録。収録したその模様が後にJNN系列等を通じて、全国に放送された。[1]

テレビ番組
- NHK
  - 「大河ドラマ」、この年1月放送開始の『赤穂浪士』から、1月から1年間を通しての放送となる。
  - カラー放送の連続人形劇『ひょっこりひょうたん島』放送開始。
  - NHKの海外取材網を駆使したフィルム・ドキュメンタリー番組、『NHK特派員報告』放送開始。1978年まで続く長寿番組となる。
  - NHK紅白歌合戦がこの年からカラー放送となる。
- 以下のレギュラー番組が放送を開始。この年も後に長寿番組となる番組が相次いで誕生している。 
  - フジテレビ:『ミュージックフェア』（2025年現在も継続中）、『ライオン奥様劇場』
  - NET（→テレビ朝日）:『モーニングショー』（2025年現在も継続中）
  - 東京12チャンネル → NET（→テレビ朝日）『題名のない音楽会』（2025年現在も継続中）

## 番組関係のできごと
1月
- 1、3日 - NHK、音楽番組の劇場中継として、初のカラー放送を行う。前年（1963年）秋に行われた第4次NHKイタリア歌劇団公演から、東京文化会館にてカラーで収録していたVTRを両日に渡り初めて教育テレビにてカラー放送。この日は、ロッシーニ作曲 歌劇『セビリアの理髪師』が[2]、3日には、プッチーニ作曲 歌劇『蝶々夫人』が[3]共に放送された。これらはNHKにとって、VTR車を使った最初のカラー収録だった。[4]
- 2日 - フジテレビ系で渡辺プロダクション制作による正月恒例の特別番組『新春スターかくし芸大会』第1回放送（以後、2010年まで毎年継続）。[5]
- 3日 - フジテレビ系で、テレビ映画『忍者部隊月光』 放送開始（ - 1966年3月31日、全117話。出演:水木襄 ほか）。[6]
- 5日 - NHK総合、大河ドラマ第2作『赤穂浪士』放送開始。同作から大河ドラマは1月から1年間を通しての放送となる（ - 12月27日、全52回。原作:大仏次郎、脚色:村上元三、出演:長谷川一夫・宇野重吉 ほか）[6][7][8]。11月29日放送回は関東地区で番組最高視聴率53%を記録した（ビデオリサーチ調べ）。
- 6日
  - NHK総合、『海外取材番組』で「アジア文明の源流」が放送開始（ - 4月1日、全13回）。[6]
  - TBS系、「ナショナル劇場」枠にて、森繁久彌主演のホームドラマ『七人の孫』放送開始。同年7月6日に終了したものの、その後同枠にて1965年6月7日から1966年2月28日まで放送された（脚本:八住利雄、演出:山本和夫）。[6][9]
- 7日 - 日本テレビ系、米ABC放映のテレビ映画『バークにまかせろ』放送開始（ - 1965年6月4日）。[6]
- 15日 - いずれもNHK総合
  - 通信教育生の生活を描くフィルム構成番組『仲間がほしい』放送[10]。第1回国際青少年番組コンクールで第1位を受賞。[6]
  - 4日前（11日）に開催された『第10回NHK青年の主張全国コンクール優勝大会』を放送[11]。この優勝大会から毎回皇太子ご夫妻がご臨席となる。[6]
- 31日 - 日本テレビ系、『日本プロレス中継』が約1年9ヶ月ぶりにこの日からカラー放送を再開[12]。同番組は1962年の4月に於いての2回の放送（いずれもモノクロ放送）にて、共に試合中に選手が流血する事故があり、それを見ていた視聴者がショック死する事故が発生した影響を考慮し、その後同番組に於いてのカラー放送を自粛していた[13]（同番組の項目も参照）。

2月
- 3日 - NHK総合、家庭主婦向けの科学教養番組『茶の間の科学』にて、『成人病（生活習慣病）』を特集して放送。[6][14]
- 19日 - NHK総合、沖縄県が米領の時、当時琉球列島高等弁務官を務めていたポール・W・キャラウェイにインタビューした特別番組『キャラウェー高等弁務官にきく』を放送（聞き手:前田義徳（当時NHK副会長））。[6][15]
- 24日 - 山陽放送、肉体的な不自由を克服しようと努力する障害児施設にいる一少年の記録のドキュメント『RSKレポート「自分で食べたい」』放送。[6]

3月
- 25日 - NHK総合、日米テレビ衛星中継の日本からの第1回送信実験番組『アメリカの皆さまへ（This is Japan Calling）』を放送[注 1][16]。番組内では、当時の池田勇人首相がメッセージの中で、前日に起きた「ライシャワー大使刺傷事件」につき「心から遺憾の意」を表明する。[6][17]
- 27日 - NHK総合、一昨日に続き、日米テレビ衛星中継の日本からの第2回送信実験番組『日米テレビ交換宇宙中継』を放送。日本では番組『Japan at This Moment』を米へ送り、米からは『Good Morning from America』を受けて、日本の夜とアメリカの朝の情景を交換して放送。[6][17][18]

4月
- 1日 - NET（後のテレビ朝日）系で平日朝のワイドショーの草分け『木島則夫モーニングショー』放送開始[6][19]。以後『モーニングショー』は司会者交代を繰り返しつつ継続し、1993年4月2日まで29年にわたって続く[注 2]。
- 6日 - NHK、新年度の番組編成を開始。[6]
  - 総合テレビはゴールデンアワーに報道・教養番組を重点編成、また家庭婦人向け趣味講座の時間帯を新設。[6]
    - 連続テレビ小説第4作で、大阪中央放送局制作作品では第1作目となる『うず潮』が放送開始（ - 1965年4月3日）。[6]
    - カラー放送の連続人形劇『ひょっこりひょうたん島』が放送開始（ - 1969年4月4日 作：井上ひさし・山元護久）。[6][20][21]
    - この日の『天気予報』から、動く雨降りの「ポラシーン効果」の使用を開始。[6]

  - 教育テレビでは、ネットワークが一応の完成をみたことで、一部地域で行っていた教育テレビ番組の総合テレビでの放送を取り止め。実放送時間を増やし番組の質と量の充実が図られた。
    - 大阪放送局制作による、特殊学級や養護学校向けの学校放送『テレビ特殊学級 たのしいきょうしつ』放送開始[6]。1994年4月1日まで続く長寿番組となった。
- 7日 - NHK総合、NHKの海外取材網を駆使したフィルム・ドキュメンタリー番組、『NHK特派員報告』放送開始[6]。1978年3月28日まで続く長寿番組となった。
- 9日 - NHK総合、第2回世界学校放送会議の開会式の模様を、NHKホール（内幸町）からカラーで放送。その一部は通信衛星によってヨーロッパへモノクロで中継された。[6][22][23]
- 11日 - NHK総合、粗悪な音楽の流行がテレビ普及によって起きていることを懸念し、『みんなのうた』のスタッフが良質な歌でこども向け音楽番組を発展させることを目的に立ち上げたカラー放送番組『歌のメリーゴーラウンド』放送開始（ - 1968年3月29日）[6][24]。同番組終了後は『歌はともだち』（カラー）に引き継がれた（1968年4月5日 - 1978年3月26日）。
- 12日
  - 日本科学技術振興財団テレビ事業本部（東京12チャンネル、後のテレビ東京）が開局。[6]
    - 11時30分よりテストパターンにベートーヴェン作曲の交響曲第9番『合唱』の第4楽章全曲の音声を流し、局名が「東京12チャンネル」ということもあって、12時から放送開始。
    - 12時から開局特別番組『東京12チャンネル誕生』を放送。その後、『NHK交響楽団特別演奏会』（指揮:外山雄三）、『朗読・銀河鉄道の夜』、バラエティーショー『こんばんは21世紀』等と、数多くの開局特別番組が放送された（詳細は「テレビ東京#沿革」を参照）。
    - この日から同局にて『朝日新聞ニュース』の放送を開始。

  - NHK総合
    - カラー放送の歌謡番組『歌のグランドショー』放送開始（ - 1968年3月31日。出演:金井克子・倍賞千恵子・アントニオ古賀 ほか）。[6][25]
    - それまで放送していた2つのドキュメンタリー番組『日本の素顔』と『現代の記録』を統合した番組『現代の映像』放送開始（ - 1971年4月2日）。[6]
- 12、19日 - TBS系、『東芝日曜劇場』にて、同枠初の2週連続ドラマ『愛と死を見つめて』放送（脚本:橋田壽賀子、プロデューサー:石井ふく子、演出:蟻川茂夫、出演:大空真弓・山本學 ほか）。本放送当時の視聴率は関東地区にて前編12.6％、後編16.9％（いずれもビデオリサーチ調べ）と当時のテレビドラマとしては高視聴率ではなかったが、大きな反響を呼び、放送後1年間に4度も再放送されることとなった[6][26][27][28]。本はベストセラーを記録。尚、このドラマの放映後の同年7月5日に、青山和子による同名タイトルの歌が発売され、同年末の『第6回日本レコード大賞』の大賞を受賞したが、ドラマで使用されたのはシンプルなインストルメンタルBGM曲のみで、青山の歌とは関係がない（「愛と死をみつめて」の項も参照）。
- 13日 - 東京12チャンネル、学校法人 科学技術学園の通信制工業高校生を対象にした教育授業番組『通信制高校講座』放送開始。[6]
- 16日
  - NHK総合、『海外取材番組』で「アジアの十字路」が放送開始（ -5月21日、全6回）。[6]
  - 東京12チャンネル、ドキュメント番組『私の昭和史』放送開始（ -1974年3月26日。司会:三国一朗）。[6]

5月
- 2日 - 読売テレビ、『鈴鹿サーキット自動車レース』を、ヘリコプターを使用してテレビ中継。[6]
- 3日 - NHK教育、四季の生活を紹介するNHK放送文化財ライブラリーの民俗映画シリーズの第1集として、北海道の昔のアイヌ狩猟民族の生活を復元し、NHK札幌放送局の協力の元に着手をした映画『ユーカラの世界』の第1回「冬の生活」放送（モノクロ）[29][30]。同年9月23日の第2回は第1部「冬の生活」と第2部「夏の生活」の2部構成としてカラーで放送[31][32]、翌年1月15日の第3回は第3部「秋の生活」（カラー）を放送[33][32]。[6]
- 4日
  - NHK総合、日仏合作によるテレビ映画『真夜中の太陽』放送開始（ - 7月27日、全13回。作:ジャン＝ピエール・リシャール・池田一朗、出演:岸恵子 ほか）。撮影にはNHKのテレビ映画ドラマでは初めて、35ミリフィルムを使用した。[6]
  - フジテレビ系で東海テレビ制作による昼の帯ドラマがこの日から放送開始。第1作は円地文子原作の『雪燃え』（ - 1964年7月31日）で、以後数多くのヒット作を世に送り出し、2016年3月で52年の歴史に幕を下ろすまで民放の帯ドラマにおける長寿放送枠として続く[注 3]。
- 10日 - NHK総合、普段はレギュラ番組『日本ところどころ』の放送をこの日は休止し、特別番組『テレビ討論「少年法をめぐって」』を放送。[6][34]
- 16日 - TBS系、米ABC放映のテレビ映画『逃亡者』放送開始（ - 1967年9月2日。出演:デビッド・ジャンセン ほか）。[6]
- 26日 - NHK総合、日本訪問中の当時ソ連の第1副首相、アナスタス・ミコヤンを迎え、特別番組『ミコヤン・ソ連第1副首相にきく』を放送。[6][35]
- 28日 - NHK総合、『海外取材番組』で「カリブ海のくにぐに」が放送開始（ - 7月23日、全9回）。[6]

6月
- 4日 - TBS系、ホームドラマ『ただいま11人』放送開始（ - 1967年3月23日。脚本:椎名利夫、演出:上田亮、出演:山村聡・荒木道子 ほか）。[6]
- 16日 - この日の13時01分、新潟地震が発生。当時、地元のテレビ局であるNHK新潟放送局と唯一の民放テレビ局だった新潟放送(BSN)テレビが、この日の発生後から大掛かりな地震災害放送を行う[6][1]。
  - 共に地震発生後、被災した局舎屋上や鉄塔にテレビカメラを持ち込み、地震で停電した為に大至急放送用の非常用電源を立ち上げた上で、そこから被害の模様を実況生中継で放送。BSNテレビはその際、局舎の真横を流れる信濃川に日本海から遡上してきた津波の模様も放送。この時の模様は同時にビデオテープにも収録・保存され、その後、JNNを始めとして全国に放送された。津波の生放送及びVTRへの録画はこれが世界初である[注 4][36]。
  - しかし、地震被害で電電公社のテレビネット中継回線が新潟で寸断してしまった為、この地震の被災の映像の模様が全国に伝えられたのは、NHKが同日(16日)の17時半に生中継されたのが最初で、緊急で独自に新潟→富山→金沢の伝送経路を開拓した上で漸く可能となった[6][37]。BSNも電電公社と協力してTBSへの別の上り回線を確保し、20時56分からの「JNNフラッシュニュース」にて、同系列の全国ネットでは初めて同地震の災害の模様を放送した[38]。
  - この地震災害報道に伴い、NHKは放送センター(東京)やNHK長野放送局等から応援が駆け付け[37]、又BSNも、同局が発足当初から加盟しているJNNのキー局であるTBSから、17日の朝にテレビ中継車を含む応援が到着、共にローカル番組だけでなく全国番組の双方に於いて現地からの生中継を含めての地震災害報道を行った[注 5][37][38][39]。
- 21日 - フジテレビ系、『ドキュメンタリー劇場』放送開始（ - 1969年）。この日の第1回は「幼稚園は倒れた」を放送。[6]
- 29日 - TBS（関東ローカル）、女性キャスターを起用し、母親が子供に語りかけるようなやさしい口調を用いて天気予報を伝える、麒麟麦酒一社提供による、月～土の夕方の天気予報帯番組『キリン お天気ママさん』放送開始（ -1984年10月6日）。[6]

7月
- 4日 - NET系、ドラマ『徳川家康』放送開始（作:山岡荘八、脚色:阿木翁助、演出:河野宏、出演:市川右太衛門・北大路欣也 ほか）。[6]
- 30日 - NHK総合、『海外取材番組』で「アジア・ハイウェー10000キロ」が放送開始（ - 8月27日、全5回）。[6]

8月
- 1日 - 東京12チャンネルでクラシック音楽番組『ゴールデンポップスコンサート・題名のない音楽会』放送開始。後にNET→テレビ朝日へ移行し『題名のない音楽会』となり、2025年現在も継続。[6]
- 2日 - RKB毎日放送、特集『八重山群島をさぐる』放送開始（全5回）。[6]
- 3日 - フジテレビ系、ライオン歯磨・ライオン油脂の共同提供による、平日13時からの30分間の帯ドラマ枠『ライオン奥様劇場』放送開始。後継番組『ライオン午後のサスペンス』、『ライオン劇場』も含め、同ドラマ枠は1984年9月28日まで続いた（1980年からはライオン一社提供）。この日から放送の第1作は『この河の流れに』（ - 8月28日、全20回）。
- 5日 - NHK総合、同月2・4日に「ベトナム戦争」に関連する「トンキン湾事件」が起きたのを受け、関連番組の編成を開始。この日は、番組『時の表情』で「拡大するベトナム戦争」として座談会を行った[40]。その後も、同月11日放送の『NHK特派員報告』では「「"自由"の前線」－南ベトナムのアメリカ人－」を[41]、9月5日の『NHK特派員だより』では「動乱の南ベトナム」[42]等を放送した。[6]
- 25日 - NHK総合、同年10月1日に開通する東海道新幹線の最初の公式試運転の模様を、3部構成による番組『実況中継「東海道新幹線」』として全線実況中継（一部録画あり）。番組では、飛行機・ヘリコプター・列車内と沿線各地を結んだ。[6][43][44]
- 28日 - 日本テレビ系、「NTVスタジオ」(生田スタジオ)完成記念のカラー特別番組が3時間に渡り放送される(詳細は、「テレビ番組」欄内の「特別番組」の項を参照)。[45]
- 31日 - フジテレビ系で塩野義製薬一社提供の音楽番組『ミュージックフェア』放送開始[6][46][47]。初代司会は歌手の越路吹雪で、初回ゲストは淡谷のり子、舟木一夫ら（2025年5月現在も継続中）。

9月
- 1日 - 中部日本放送がこの日のカラー本放送開始を記念しての特別番組『カラー日本めぐり』（午前11時15分からの30分番組）を放送。
- 2日 - NHK教育、『教養特集』にて「科学の焦点「輸血」」を放送[48]。番組では厚生省に協力して献血運動の教材用プリントを制作した。[6]
- 3日 - NHK総合、『海外取材番組』で「近代国家の像」が放送開始（ - 12月24日、全13回）。[6]
- 6日 - 日本テレビ系で1957年9月3日から放送されていた刑事ドラマの草分け『ダイヤル110番』が、この日放送の第364回を以て終了、7年間の歴史に幕。
- 7日 - フジテレビ系の東名阪3局が同時にカラー本放送を開始したこの日、初の同番組として、外国カラーテレビ映画『海底大戦争 スティングレイ』が放送開始（第10話で『トニーの海底大戦争』と改題、- 1965年3月31日）。[49]
- 9日 - NHK総合、特別番組『オリンピック聖火リレー ―鹿児島到着―』を、鹿児島空港から実況中継。[6][50]
- 25日 - 同月23日にカラーのサービス放送を開始した東北放送が、第1スタジオから、自社初のカラー番組放送を実施（フィルム番組『蔵王春秋』と、生放送の座談会『駄菓子遍歴四十年』）。[51]
- 30日 - NHK総合、特別番組『義宮さまご結婚』を皇居から中継。[6][52]

10月
- 6日 - NHK総合、『第62回IOC総会開会式』を、東京・日生劇場から中継。[6][53]
- 10〜24日 - 東京オリンピックが開催[6]。NHKと民放各局[注 6]で開会式を中継し、うちNHK総合では視聴率61.2%（関東地区、ビデオリサーチ調べ）を記録。日本初開催の近代オリンピック大会となる東京五輪は、連日NHK総合や民放テレビで生中継又は録画放送され、その内、開会式を始め、20種目中16種目がカラーで制作された。中でも、これはモノクロ放送であったものの、「東洋の魔女」の異名を残したバレーボール日本女子代表が金メダルを獲得した女子バレーボール決勝（対ソ連）が、最高視聴率85%を記録した。東京五輪の成功により、カラーテレビは急激に家庭に普及していくようになる。NHKは東京五輪閉幕後、次世代型の高品位テレビの研究を開始。これが、ハイビジョンの誕生へつながっていく。
- 16日 - NHK総合及び民放各社、ソ連でニキータ・フルシチョフの首相解任で臨時ニュースを放送、特別番組を編成。[6]
- 17日 - NHK総合及び民放各社、この日の日本時間の午前0時に中国が北京放送を通じて、「中国の核実験が初めて成功した」という発表を伝えた[54]のを受け、臨時ニュースを放送、特別番組を編成。[6]
  - NHK総合では、普段では既に放送終了時間である午前0時過ぎも放送を継続し、0時5分からこれに関する臨時ニュースを放送[55]、その後午前0時26分からはこれに関しての記者座談会も行い、午前1時半まで放送を続けた[56]。又午前7時半からは特別番組『中共の核実験』を放送した[57]。[54]
- 28日 - NHK総合、大阪放送局制作の連続ドラマ『紀ノ川』放送開始（ - 1965年3月31日。原作:有吉佐和子、脚色:依田義賢、出演:南田洋子・毛利菊枝 ほか）。[6]
- 30日 - NHK総合、ドキュメンタリー番組『現代の映像』にて、東京・福岡の共同制作による「台風地帯」を、第19回文部省芸術祭参加番組として放送[58]。同芸術祭賞（テレビジョン部門）を受賞。[6][59]

11月
- 1日
  - NHK総合
    - さまざまな分野で身体を張って生きる人々を紹介するドキュメンタリー番組『ある人生』放送開始（ - 1971年4月3日）。[6][60]
    - 『海外取材番組』で「世界の農村」が放送開始（ - 1965年1月24日、全12回）。[6]

  - NHK教育、『NHK交響楽団特別演奏会』（東京文化会館で録画）[61]の中で、第19回文部省芸術祭参加作品で、三善晃作曲の『管弦楽のための協奏曲』を放送（指揮:外山雄三）。同芸術祭賞（音楽部門）を受賞。[6][59]
- 3日 - NHK総合、第19回文部省芸術祭参加のドキュメンタリー番組『歳月・あるろうあ夫婦の記録』放送[62]。同芸術祭奨励賞（テレビジョン部門）を受賞。[6][59]
- 8日 - NHK総合、『パラリンピック東京大会開会式』を、東京・代々木パラリンピック選手村織田フィールドから中継[63]。同競技中継では、同月11日にバスケットボール競技「日本 対 イギリス」を国立屋内総合競技場別館（国立代々木競技場第二体育館）から[64]、12日には車いす競走を[65]それぞれ中継。
- 22日 - TBS系、この日の『東芝日曜劇場』にて、中部日本放送制作による、第19回文部省芸術祭参加のドラマ『父と子たち』（作:井手俊郎、出演:宇野重吉・池内淳子 ほか）を放送。同芸術祭賞（テレビジョン部門）を受賞。[6][59]

12月
- 26日 - TBS系で『第6回日本レコード大賞』放送。大賞は青山和子の「愛と死をみつめて」。
- 31日
  - NHK総合、『第15回NHK紅白歌合戦』放送。NHK紅白歌合戦はこの年からカラー放送となる[6][66]。
  - TBS系のテレビアニメ『エイトマン』（平井和正・桑田次郎原作[注 7]）が、桑田が銃刀法違反容疑で逮捕されたことにより、この日で打ち切り終了。
  - フジテレビで1959年3月の開局から放送されていた、ハナ肇とクレージーキャッツ出演のミニコント帯バラエティ番組『おとなの漫画』が、この日放送の第1835回を以て終了、5年間の歴史に幕。

## その他のテレビのできごと
- 1月20日 - NHK教育テレビの放送がこの日、長崎・佐世保で開始[67]。これにより、NHK教育テレビの一応の全国ネットワーク完成をみる。
- 4月1日 - NHK教育テレビで、既にカラー放送を開始している名古屋中央放送局を除く中部地区の各地方局と本部管下の甲信越の各地方局に於いて、一斉にカラー放送を開始。[68]
- 4月12日 - 日本最後のVHF親局、日本科学技術振興財団テレビ事業本部（東京12チャンネル、科学テレビ。JOTX-TV）開局（科学技術専門の教育局。1973年10月末に財団のテレビ事業撤退のため廃局。制作業務にあたっていた「東京12チャンネルプロダクション（のちの東京12チャンネル）」に事業譲渡、一般局の新規免許を得て翌日11月1日に改めて開局。後のテレビ東京）。[6][9][69]
- 7月9日 - NHK第9代会長の阿部眞之助が急逝（80歳没）。後任として解説委員等を歴任した前田義徳が就任（前田は1973年7月まで在職）。[6]
- 7月 - 日本テレビ、多摩丘陵・よみうりランド内にカラー公開スタジオ「NTVスタジオ」(生田スタジオ)が完成。[70]
- 8月17日 - 【訃報】NHKドラマ『虹の設計』主演の佐田啓二（俳優）がこの日の早朝に静養先の長野県の別荘から同作の収録に参加するために知人が運転する自動車で帰京する途中、山梨県韮崎市にて乗用の自動車が事故を起こし、その際に佐田は頭を強打するなどして負傷、急ぎ韮崎市立病院に搬送されたが午前11時過ぎ頃に死亡が確認された（37歳没）[71][72]。
- 8月31日 - 福岡県と佐賀県の県境にある九千部山に、NHK福岡放送局とRKB毎日放送・九州朝日放送・テレビ西日本の在福岡民放3社によるUHFアナログ中継局（久留米中継局）を設置、この日から放送開始。在福岡局のエリアが福岡県筑後地方と佐賀県全域及び大分県西部に拡大される。
- 9月1日
  - 中部日本放送テレビ(後のCBCテレビ)が東海地区民放初のカラー本放送を開始。[73]
  - 関西テレビが社章ロゴマーク「8マーク」（早川良雄作。キー局のフジテレビと同じ「8チャンネル」をイメージした物）制定（2015年3月まで使用[注 8]）。
- 9月7日 - フジテレビ系列の東名阪3局(フジテレビ・関西テレビ・東海テレビ放送)が同時に、この日の19時からのフジテレビの新番組「外国テレビ映画『海底大戦争 スティングレイ』」にて、カラー本放送を開始(フジテレビ・関西テレビは共に、在京・在阪民放では3局目。東海テレビは在名民放では2局目[注 9]。)。[6][49][74][75][76][77]
- 9月 - 電電公社が、テレビネット回線の北日本ルートである、東京―仙台―盛岡―札幌間のカラー対応の高規格化が完成。これを受け同月(9月)23日から、東北放送がネット受けによるカラーのサービス放送を開始（翌10月1日に同本放送を開始）[51]。翌24日からは、NHKの札幌中央、盛岡及び仙台中央各局の総合テレビに於いて、カラー放送を開始する[78][79][80]。
- 10月1日
  - この日から、東京オリンピックの開催直前を受け、地方局のカラー放送開始の動きが活発になる。
    - 電電公社が、テレビネット回線の西回りループ(大阪―広島―福岡―熊本―松山―大阪間)の、カラー対応の高規格化が完成[78][79][81]。
    - 前記の動きを受け、既に開始している大阪中央局を除き、同ループ内でのNHK地方局の総合テレビに於いて、一斉にカラー放送を開始[78]。これにより7中央局と福岡局は全て総合テレビのカラー化が実現したほか、四国は高松局がテレビ局自体未開局で岡山局管内だったため全県でカラー放送開始となった。
    - 1～5日まで、数局の地方民放局がカラーの本放送を開始する(詳細は、「既存局のカラー放送開始」の項を参照)。

  - テレビ西日本（TNC）が日本テレビ系列からフジテレビ系列にネットチェンジ。これに伴い、NETテレビとフジテレビのクロスネット局だった九州朝日放送（KBC）はNETテレビのフルネット局となる。また日本テレビのネット番組の一部はRKB毎日放送（RKB、TBS系列）に移動[注 10]し、1969年4月の福岡放送（FBS）開局までの4年半、福岡県など九州では日本テレビ系空白地域となる。[注 11]
  - 山口放送（KRY）の関門テレビジョン（山口県下関市）がこれまでの徳山（後の周南）テレビジョン（山口県徳山市(後の周南市)）と別内容で放送された番組編成から、テレビ西日本のネットチェンジに伴い親局である徳山テレビジョンと同一内容（日本テレビ系列）に統一。それまでの関門テレビジョンは、隣県の福岡県に本社を置き、山口県西部もエリアになっているTNCが日本テレビ系列であったことから、NETテレビやフジテレビの番組を中心とした番組編成で、同じ会社が運営する放送局で別の編成を組む全国で類を見ない異例の形だった。

## 開局
- 1月20日
  - NHK長崎教育テレビジョン[67]
  - NHK佐世保教育テレビジョン[67]
- 4月12日 - 日本科学技術振興財団テレビ事業本部（東京12チャンネル、科学テレビ。後のテレビ東京）（開局時、カラー放送は未実施だった。[注 12]）[6]

## 既存局のカラー放送開始
- 4月1日
  - NHK教育テレビ[68]
    - 本部管下：長野、新潟、甲府
    - 名古屋中央局管下：金沢、静岡、浜松、福井、富山
- 9月1日
  - 中部日本放送テレビ(後のCBCテレビ)[73]
- 9月7日
  - フジテレビ[6][49][82][77]
  - 関西テレビ放送[75][76][77]
  - 東海テレビ放送[77][83]
- 9月24日
  - NHK総合テレビ[84]
    - 札幌中央
    - 仙台中央[85]、盛岡
- 10月1日
  - NHK総合テレビ[86]
    - 広島中央、尾道、岡山、山口[87]
    - 熊本中央、福岡、北九州、大分
    - 松山中央[88]、高知[89]、徳島[90]（高松は未開局で当時の香川県は岡山局管内）

  - 東北放送テレビ[注 13][51][91]
  - 山梨放送テレビ[92]
  - 信越放送テレビ[注 14][93]
  - 新潟放送テレビ[注 15][94][95]
  - 四国放送テレビ[96]
  - 南海放送テレビ[注 16][88][97][98]
- 10月5日
  - 西日本放送テレビ[99]

## 視聴率
（関東地区、ビデオリサーチ調べ）
1. 第15回NHK紅白歌合戦（NHK総合、12月31日）72.0%
2. 東京オリンピック・バレーボール女子決勝「日本対ソ連」（NHK総合、10月23日）66.8%
3. 東京オリンピック・閉会式（NHK総合、10月24日 16:52-18:20）63.2%
4. 東京オリンピック・開会式（NHK総合、10月10日 13:43-15:20）61.2%
5. ニュース（NHK総合、12月31日 21:00-21:05）58.2%
6. 赤穂浪士（NHK総合、11月29日）53.0%
7. 東京オリンピック・第2日（NHK総合、10月11日 19:30-21:40）52.1%
8. ニュース・天気予報（NHK総合、10月14日 21:40-21:58）48.4%
9. 世界J・ウェルター級タイトルマッチ「エディ・パーキンス×高橋美徳」（TBS、1月4日）47.9%
10. ニュース（NHK総合、10月24日 18:20-18:27）47.2%
11. 台風情報（台風20号）（NHK総合、9月25日 7:20-7:42）46.9%
12. 東京オリンピック・第9日（NHK総合、10月18日 22:00-23:00）45.7%
13. - 東京オリンピック・第9日（NHK総合、10月18日 13:00-18:54）44.8%
  - 東京オリンピック・第12日（NHK総合、10月21日 12:45-18:54）44.8%
14. ゆく年くる年（NHK総合、12月31日）44.6%
15. 三菱ダイヤモンドアワー 日本プロレスリング中継（日本テレビ、12月4日）44.2%
16. 東京オリンピック・開会式前（NHK総合、10月10日 13:20-13:43）43.6%
17. 台風情報（台風20号）（NHK総合、9月25日 7:00-7:16）42.7%
18. 東京オリンピック・第8日（NHK総合、10月17日 20:00-22:20）42.6%
19. てなもんや三度笠（TBS、3月15日）42.2%

## テレビ番組

### テレビドラマ
NHK
- 大河ドラマ 赤穂浪士
- 連続テレビ小説 うず潮

日本テレビ系
- 四重奏
- 奥様はお人好し（カラー）[101]
- のるかそるか（カラー）[101]

TBS系
- 七人の孫
- ただいま11人
- 愛と死をみつめて[102]
- チャコちゃん社長
- おれの番だ!
- 木下恵介劇場→木下恵介アワー
- 美空ひばり劇場
- いつか青空（朝日放送）
- 小さな目（朝日放送）
- 逃亡者 第1シーズン - 海外作品

フジテレビ系
- 気ンなるあいつ
- PR野郎
- 天下の若者
- 〆めて七貫[46]

### 子供向けドラマ
日本テレビ系
- 俺はすけてん（カラー）[101]
- ちゃっきり金太（カラー）[103]
- なんだかんだ
- 空手風雲児
- あらあら旅館（よみうりテレビ）
- ハイ!次の方（よみうりテレビ）
- ごめんやす御用だ!（よみうりテレビ）[注 17]
- 坊主拳法（よみうりテレビ）

TBS系
- 白馬の剣士[注 18]
- 水戸黄門 (ブラザー劇場)
- ごろんぼ波止場（朝日放送）
- 風雲真田城（朝日放送）

フジテレビ系
- グーチョキパー→新・グーチョキパー
- シスコげらげら劇場→ついてこい! 藤吉

NETテレビ系
- 毎度おおきに（毎日放送）
- 瓦版・忠臣蔵（毎日放送）
- 瓦版・大喜劇（毎日放送） - つなぎ番組。

東京12チャンネル
- あるぷす大将

### 特撮番組
- 忍者部隊月光 (フジテレビ)
- ゼロ戦黒雲隊（NET）
- 空想科学劇場 アウターリミッツ（NETテレビ） - 海外作品
- 海底大戦争 スティングレイ（第10話から『トニーの海底大戦争』と改題）（カラー）（フジテレビ） - 海外の人形劇。フジテレビのカラー本放送初の番組[49]。
- 原子力潜水艦シービュー号 - 海外作品

### テレビアニメ
- リッピィ・ハーディ珍道中（日本テレビ）
- トムとジェリー（5月13日開始[39]、8月26日からカラー放送[104]）（TBS）
- 0戦はやと（フジテレビ）
- 少年忍者 風のフジ丸（NETテレビ）
- ビッグX（TBS）
- クマゴロー（NETテレビ）

### バラエティ番組
- 新春スターかくし芸大会（フジテレビ）
- そっくりショー（よみうりテレビ）
- 染五郎とともに（TBS）
- 踊るウィーク・エンド（TBS）
- スリー・クッション（TBS。10月26日）[注 19]

### クイズ番組
- ほんものにせもの（カラー）（日本テレビ）[101]
- 三つの鐘（カラー）（日本テレビ）[103]
- メモリークイズ（カラー）（日本テレビ）[103]
- 日立ファミリーステージ おのろけ夫婦合戦（日本テレビ）
- ミツワデラックスクイズ ショー・ダウン（TBS）
- 東芝ワールドクイズ（フジテレビ）
- ダイビングクイズ（毎日放送）

### 音楽番組
- 歌のグランド・ショー（カラー）（NHK総合）[25]
- 黄金のいす（カラー）（NHK総合）[105]
- 歌のメリーゴーラウンド（カラー）（NHK総合）[24]
- リズムにのって（カラー）（NHK総合）[106]
- ひるの歌謡曲（カラー）（NHK総合）[105]
- 若い民謡（カラー）（NHK総合）[107]
- 勝ち抜きしりとり歌合戦（日本テレビ）
- 明日があるさ（カラー）（日本テレビ）[101]
- みんなでスコール（カラー）（日本テレビ）[101]
- 歌う王冠（カラー）（日本テレビ）[108]
- 歌のフルハウス→歌のフルコース（日本テレビ）
- 日曜ナンバーワンショー（カラー）（日本テレビ）[101]
- グランドバラエティーショー（カラー）（日本テレビ）[103]
- ミツワ歌のプレゼント（TBS）
- シオノギ・ミュージックフェア（フジテレビ）
- 明色ものまね歌合戦→明色ものまね合戦→明色 紅白ものまね合戦（毎日放送）
- ゴールデンポップスコンサート・題名のない音楽会（東京12チャンネル）

### 報道・情報番組
- NHK特派員報告（NHK総合）
- 木島則夫モーニングショー（NETテレビ）

### 教養・ドキュメンタリー番組
- ひょっこりひょうたん島（カラー）（NHK総合）[20]
- おじさんおはなししてよ（カラー）（NHK教育）[109]
- うちのひと がっこうのひと（NHK教育）
- たのしいきょうしつ（NHK教育）
- 高校生の英会話（NHK教育）

### 特別番組
- 「NTVスタジオ」（生田スタジオ）完成記念特番（8月28日放送。全てカラー）[45]
  - 雛鶴三番叟[45]
  - 「グランドバラエティーショー」 スペシャル版[45]
  - 舞踊寿くらべ[45]
  - 東映歌舞伎「元禄春夜抄」（明治座の8月公演からの録画中継）[45]
- カラー日本めぐり（カラー）（中部日本放送）- 9月1日。同局のカラー本放送開始記念番組。
- 僕は見たんだ（カラー）（フジテレビ）- 9月3日。カラー試験放送番組。[110]
- 東北放送カラー放送開始番組（9月25日放送。全てカラー）
  - フィルム番組『蔵王春秋』[51]
  - 座談会『駄菓子遍歴四十年』（生放送）[51]

### 既存番組のカラー化
年内開始番組を除く
- 第4次NHKイタリア歌劇団公演（NHK教育）- 1月1日放送のロッシーニ作曲 歌劇『セビリアの理髪師』[2]、1月3日放送のプッチーニ作曲 歌劇『蝶々夫人』[3]が共にカラー放送（共に1963年秋、東京文化会館で収録）。[4]
- 味の素ホイホイ・ミュージック・スクール（日本テレビ）- 1月4日から[111]
- 日本プロレス中継（日本テレビ）- 1月31日から再開[12]（但し、地方を中心として、カラー中継設備が未整備の地域からの中継はモノクロ放送）
- NHKのど自慢全国コンクール入賞者大会（優勝大会で入賞した人たちが歌を披露するエキシビション）（NHK総合）- この年（第17回）から（この年は3月20日放送）[112]（優勝大会は翌年（1965年）の第18回からカラー化[113]）
- ロンパールーム（日本テレビ）- 4月22日から（時々モノクロ放送の日あり）[114]
- 音楽をどうぞ（NHK総合）- 11月1日から[115]
- NHK紅白歌合戦（NHK総合）- この年(1964年)の放送分から[66]